# Liste des cathédrales du Nigeria
Cet article recense les cathédrales du Nigeria.

## Liste
- Cathédrale Saint-Sébastien à Ijebu-Ode (en) (État d'Ogun)